# Ada Township (Michigan)
Ada ist eine Township, die sich im Kent County im Staat Michigan, USA befindet. Der Ort hat 14.338 Einwohner (Stand: Volkszählung 2020). Ada liegt am Zusammenfluss von Grand River und Thornapple River.
Die faktische Gründung von Ada erfolgte im Jahr 1812, als Rix Robinson einen Französisch-Kanadischen Handelsposten bekommen hat.
In Ada befindet sich der Hauptsitz von Amway und dessen Mutter Alticor.

## Persönlichkeiten
- Kirk O’Bee (* 1977), Radrennfahrer